# 錦戸亮 LIVE 2021 "Note"
『錦戸亮 LIVE 2021 "Note"』（にしきどりょう ライブ 2021 ノート）は、2021年3月6日から同年3月31日にかけて開催された錦戸亮のライブツアー。2021年11月3日にNOMAD RECORDSから2枚目のライブBlu-ray/DVDとして自身のECサイト及びライブ会場限定で発売された。2022年4月6日には本作の全国流通が開始された。

## 概要

### ライブツアー
- 本ライブは、2021年3月6日から3月31日にかけて開催された、自身の2ndアルバム『Note』を引っさげたファンクラブ限定ライブハウスツアーである[2]。
  - 当初は、同アルバムのリリース記念イベント『Note Release Event 2021』と共に前月2月から開始予定だったが、新型コロナウィルスの影響により本日程へと延期になった[6]。
- その他イベントを除き、前ライブツアー『錦戸亮 LIVE TOUR 2019 "NOMAD"』以来、約1年3か月振りの有観客ライブとなった。
- 収容人数を半分以下に減らし、徹底した感染予防対策をした上で開催された[2]。
- 本ライブでは、アルバムの楽曲がほぼ収録順で披露された[1]。

### 映像作品
- 前作『錦戸亮 LIVE TOUR 2019 "NOMAD"』から約1年7か月振りのリリース[注 2]。
- 本作はBlu-ray盤、DVD盤の2形態で発売。
- 自身のオフィシャルECサイト及びバースデーライブ『RYO NISHIKIDO "3N7"』、アリーナツアー『RYO NISHIKIDO LIVE 2021 "SHABBY"』のライブ会場のみの限定発売となる[4]。
- 本作には、本ツアー千秋楽である東京・Zepp DiverCity公演の模様を収録[3]。
- 特典CD「錦戸亮 LIVE 2021 "Note" ライブアルバムCD」は、本作の収録公演のライブ音源が収録されたCDである[4]。
  - 全形態共通で収録。
- 2022年4月6日、次作『錦戸亮 LIVE TOUR 2021 "Note"』の発売に伴い、本作の全国流通が開始された[5]。

## 公演日程
| 年     | 月  | 日   | 開演時間 | 会場                         |
| ------ | --- | ---- | -------- | ---------------------------- |
| 2021年 | 3月 | 6日  | 17:00    | Zepp Osaka Bayside（大阪府） |
| 2021年 | 3月 | 10日 | 18:30    | Zepp Sapporo（北海道）       |
| 2021年 | 3月 | 12日 | 18:30    | Zepp Tokyo（東京都）         |
| 2021年 | 3月 | 13日 | 17:00    | Zepp Tokyo（東京都）         |
| 2021年 | 3月 | 18日 | 18:30    | Zepp Nagoya（愛知県）        |
| 2021年 | 3月 | 20日 | 18:30    | Zepp Fukuoka（福岡県）       |
| 2021年 | 3月 | 26日 | 18:30    | Zepp Namba（大阪府）         |
| 2021年 | 3月 | 27日 | 17:00    | Zepp Namba（大阪府）         |
| 2021年 | 3月 | 28日 | 18:30    | SENDAI GIGS（宮城県）        |
| 2021年 | 3月 | 31日 | 18:30    | Zepp DiverCity（東京都）     |

## 販売形態
- 発売日：2021年11月3日
  - Blu-ray盤（NOMAD-016：Blu-ray+CD）
    - 特典CD：「錦戸亮 LIVE 2021 "Note" ライブアルバムCD」封入
    - 自身のオフィシャルECサイト及びライブ会場限定販売。

  - DVD盤（NOMAD-017：DVD+CD）
    - 特典CD：「錦戸亮 LIVE 2021 "Note" ライブアルバムCD」封入
    - 自身のオフィシャルECサイト及びライブ会場限定販売。
- 発売日：2022年4月6日
  - Blu-ray盤：再発売（NOMAD-016：Blu-ray+CD）
    - 特典CD：「錦戸亮 LIVE 2021 "Note" ライブアルバムCD」封入
    - 次作『錦戸亮 LIVE TOUR 2021 "Note"』の発売に伴う全国流通盤。

  - DVD盤：再発売（NOMAD-017：DVD+CD）
    - 特典CD：「錦戸亮 LIVE 2021 "Note" ライブアルバムCD」封入
    - 次作『錦戸亮 LIVE TOUR 2021 "Note"』の発売に伴う全国流通盤。

## 収録内容

### 本編映像（セットリスト）
1. Top note
2. Tokyoholic
3. キッチン
4. ハイボール
5. コノ世界ニサヨウナラ
6. オモイデドロボー
7. ムラサキ
  - 赤西仁の楽曲のカバー。
8. 狛犬
9. 微睡み
10. Silence
11. 若葉
12. スケアクロウ
13. I don't understand
14. ラストノート

### 特典CD
1. 錦戸亮 LIVE 2021 "Note" ライブアルバムCD